# Nos richesses
Nos richesses est le troisième roman de Kaouther Adimi, après L'Envers des autres et Des pierres dans ma poche.

## Résumé
En 2017, Ryad, un jeune étudiant est envoyé à Alger afin d'effectuer un stage. Au profit d'un magasin de vente de beignets, il doit vider et repeindre une annexe de la bibliothèque sous l'œil inquisiteur d'Abdallah. Cet homme est devenu le gardien de ce lieu en 1997. Pendant vingt ans, il s'occupe des prêts des livres d'une ancienne librairie nommée "Les Vraies Richesses" créée par un jeune homme dans les années 1930 (03.11.1936), Edmond Charlot. 
En contrepoint, de 1936 à 1961, Edmond Charlot, libraire et éditeur, évoque dans des carnets toutes ses joies comme celles d'avoir publié les œuvres de Camus, Vercors, Roblès..., ses difficultés notamment celle de se procurer du papier pendant la deuxième guerre mondiale, ses peines dues à des alliances professionnelles ratées, son insurrection devant les injustices du gouvernement français envers les Algériens.

## Les personnages principaux
- Edmond Charlot : personnage réel, créateur de la librairie « Les Vraies Richesses » à Alger, homme amoureux des livres, toujours à la recherche de jeunes talents, se battant pour que la littérature entre dans chaque personne, notamment chez les jeunes.
- Ryad : personnage de fiction, jeune étudiant de 20 ans qui n'aime pas les livres. Il souhaite effectuer sa tâche rapidement afin de rejoindre Claire, son amoureuse. Cependant, au contact d'Abdallah, il comprend l'importance que ce lieu a pu avoir dans le passé.
- Abdallah : personnage mi-réel mi-fictif, « gardien » de la librairie, et qui affectionne particulièrement ce lieu et ne supporte pas qu'il soit vidé afin de devenir un magasin de vente de beignets.

## Réception
Le roman bénéficie d'un accueil favorable à l'instar de ses précédents ouvrages,,.

## Prix littéraire
Son livre a été sélectionné par le jury des prix Goncourt, Renaudot et Médicis.
Il obtient le Prix du Style 2017 et le Prix Renaudot des lycéens 2017.